# Клаудіо Кастаньолі
Клаудіо Кастаньолі (англ. Claudio Castagnoli), також відомий по виступам у WWE як Антоніо Сезаро й просто Сезаро — швейцарський професійний реслер, який нині працює у AEW під справжнім ім'ям.

## Життєпис

### Європа (2000—2004)
Кастанолі навчався у себе на Батьківщині в Швейцарії у земляка на ймення СігМаста Раппо, і дебютував 24 вересня 2000 року в місті Ессен в німецькому Westside Xtreme Wrestling. Перші ніж стати «Швейцарським банкіром» разом з Аресом, відомими як «Swiss Money Holding» (SMH) Кастанолі використовував японський гіммік. Перебуваючи в Англії, Кастанолі тренувався у Дейва Тейлора. У Швейцарії він познайомився з Крісом Хіро і Майком Куакенбушом, який запропонував SMH виступати в США. Вони виступали в IWA Mid-South і Chikara і тренувався разом з Хіро перед поверненням до Європи. У 2004 Кастанолі отримав Громадянство США вигравши Грінкартку і переїхав до США де почав виступати в Ring of Honor і Chikara, в той час як Арес залишився в Швейцарії і відродив SMH разом з Майком Рудіном.

### Королі реслінгу (2003—2006)
Кастанолі і Арес дебютували в Chikara 7 травня 2003 року на шоу Tag World Grand Prix, з якого вилетіли після поразки від SuperFriends (Кріс Хіро і Майкл Куакенбуш). У 2004-му Кастанолі повернувся на арену Chikara і об'єднався в команду з Ларрі Суїнні (Sweet 'n' Sour). Команда заявила про себе в 2005-му на шоу Tag World Grand Prix і перемогла в турнірі, після того, як Хіро зрадив Куакенбуша. Разом, Кастаньолі, Хіро і Кеннон сформували команду Королі реслінгу. Кеннон залишив промоушен і покунув Хіро з Кастаньолі. У 2006 вони виступили на шоу Tag World Grand Prix, перемогли Екуінокса і Гідру, Самі Сакаї і РУНМАРУ, Північний-Зірковий Експрес (Райан курзе і Дарін Корбін), Неузгоджених (Холлоуікед і Делліріус), і у фіналі команду Драгондоор (Скаід і Milano Collection AT) ставши першими Chikara Campeones de Parejas. 17 листопада на арені Chikara на шоу Brick в Reading Pennsylvania, Кастанолі і Хіро програли Командні Титули Chikara команді FIST (Ікар і Гран Акума) в поєдинку двох з трьох фолів. Після поєдинку Хіро і команда FIST атакували Кастаньолі. У 2006-му році Кастанолі підписав контракт з World Wrestling Entertainment, з'явився на бренді RAW (у ролі офіцера поліції в закуліснjve сегменті) і перейшов в Deep South Wrestling. Через деякий час був звільнений від контракту з WWE.

### Сольні виступи (2007—2009)

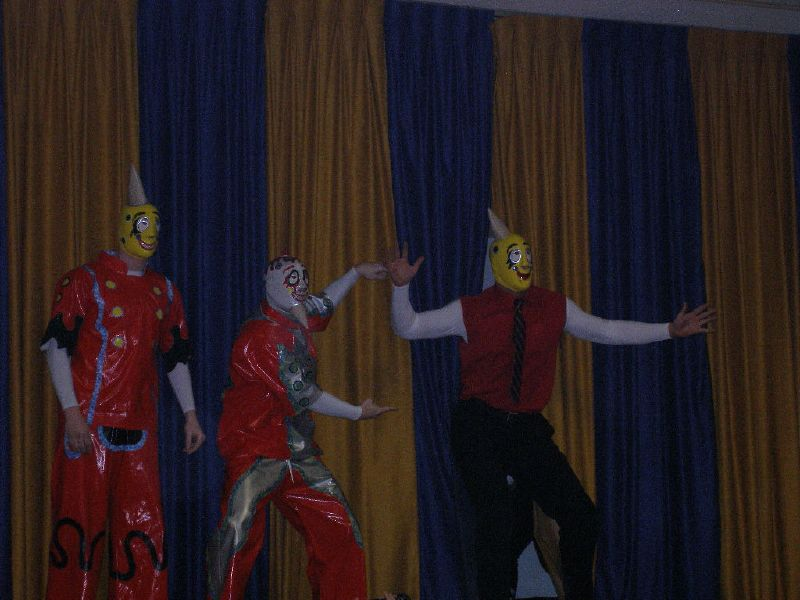
Кастанолі (праворуч) під час повернення на арену Chikara з Айс Крімом молодшим (ліворуч) і El Hijo del Ice Cream.

16 лютого 2007 Кастанолі повернувся на арену Chikara, в масці і під псевдонімом «Very Mysterious Ice Cream», як частина команди Los Ice Creams. Після цього Кастанолі почав ворожнечу зі своїм колишнім командним партнером Крісом Хіро. 22 квітня 2007, на Rey de Voladores Кріс переміг Кастанолі, і за умовами поєдинку той повинен був повернутися в «Королі реслінгу». Через місяць, Хіро, Кастанолі і Ларрі Суїнні об'єдналися з командою FIST (Ікар, Акума і Чак Тейлор) і сформували «оновлених» Королів реслінгу, до який пізніше приєдналися Мітч Райдер, Мак Бойєр і Шайєнн Хоук. 22 вересня 2007-го на Cibernetico & Robin Королі реслінгу протистояли Los Luchadores. Королі виграли поєдинок з Кастанолі, Хіро і Райдером, які «вижили», але оскільки поєдинок міг виграти тільки один їм довелося битися один проти одного. Кастанолі знищив Хіро, а потім Райдера і не тільки виграв поєдинок, а й отримав свободу від Королів реслінгу. 9 вересня 2007 на Stephen Colbert Bill O'Reilly Кастанолі переміг Хіро і закінчив їх ворожнечу. Після поєдинку Хіро покинув компанію, а Кастанолі взяв на себе обов'язки тренера в the Chikara Wrestle Factory. У 2008 році Кастанолі почав ворожнечу з Броді Лі. 7 вересня Кастанолі переміг Лі в першому в історії Chikara поєдинку в сталевій клітці і на цьому їх ворожнеча закінчилася. 19 жовтня 2008 Кастаньолі виграв гаутлент-поєдинок сім на сім де реслери Chikara перемогли реслерів з Big Japan Pro Wrestling.

### Братство Хреста (2009—2011)

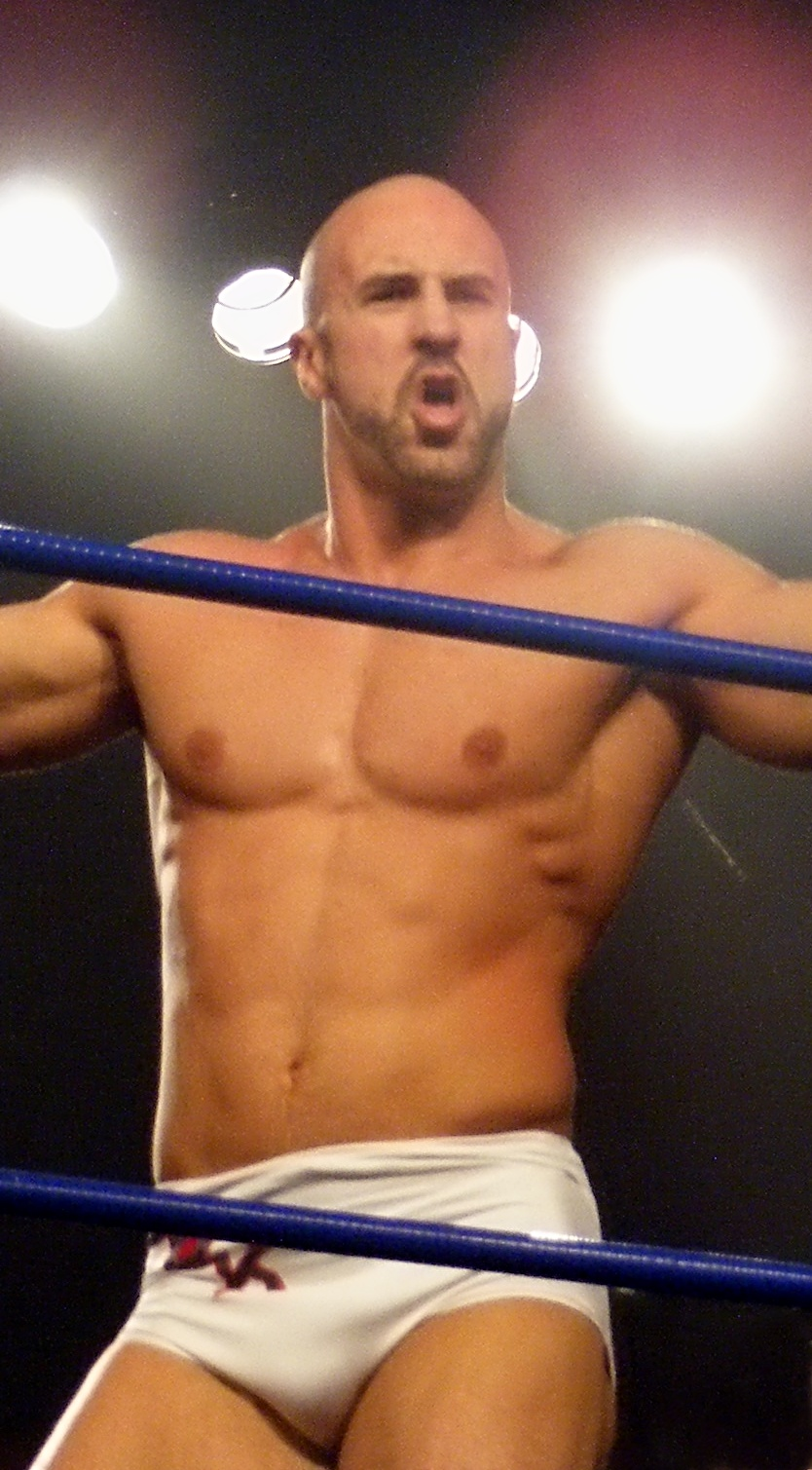
Кастанолі на арені Chikara під час однієї з подій у квітні 2010-го.

Кастанолі взяв участь у King of Trios 2009 об'єднавшись з Браяном Денієлсоном і Дейвом Тейлором в команду «Апперкот». Команда дійшла до фіналу, де зазнала поразки від команди FIST (Ікар, Акума і Тейлор). Після турніру Едді Кінгстон, (з команди «Головорізи» яку знищила команда Кастанолі) стверджував що Клаудіо принизив його. 24 травня 2009, Кінгстон, який стверджував що має технічну перевагу над Кастанолі, переміг його. 22 листопада 2009 року, у фіналі восьмого сезону Three-Fisted Tales було проведено матч, за правилами якого переможений має виявити повагу до переможця. Кастанолі виграв поєдинок, але замість прояву поваги Кінгстон атакував Клаудіо, стверджуючи, що ні Кастанолі ні Хіро не заслуговують поваги. У фіналі шоу Кастанолі змінив свій гіммік і атакував Шона Коннері. Після цього Кастанолі об'єднався з Аресом, Турсасом, Пінк Санчесом, Тімом Донстом, Сарою Дель Рей і Дейзі Хейз в команду, яку назвали Братство Хреста. Після цього вони набирають три необхідні залікові бали і стають претендентами на «the Campeonatos de Parejas».

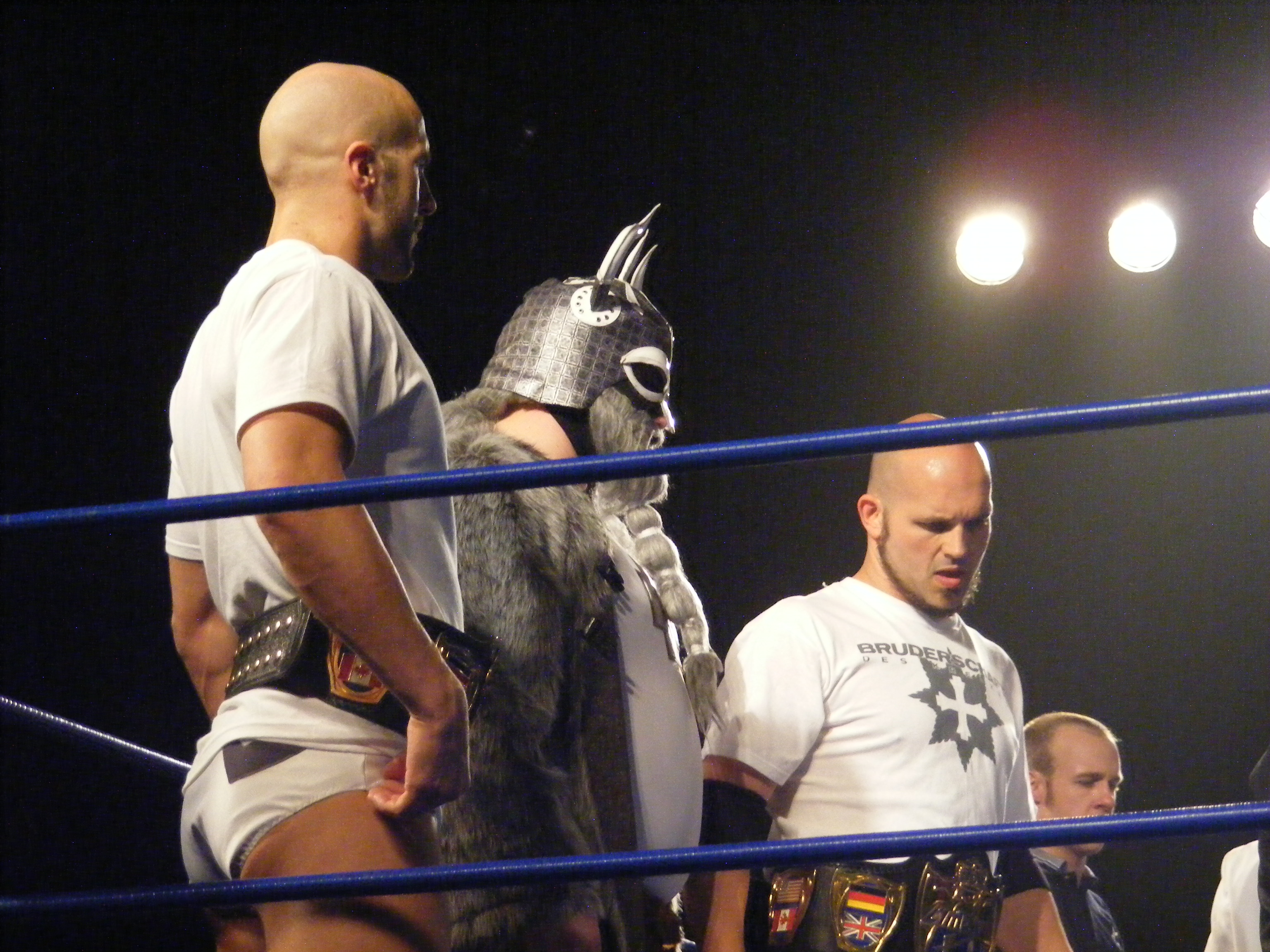
Братство Хреста (Кастанолі, Турсас і Арес) як Chikara Campeonatos de Parejas.

Далі, 20 березня 2010 Кастанолі і Арес перемагають The Colony (Fire Ant і Soldier Ant), виграють титул, що робить Кастанолі дворазовим чемпіоном Campeon de Parejas. У квітні Кастанолі, Арес і Турсас перемагають команди The Osirian Portal (Амесіс і Офідіан), команду Perros del Mal (Ел Алебрідже, Куідже і Ель Оріентаал), команду Big Japan Wrestling (Дайсуке Секімото, Канкуро Хощіно Йощі Окабуящі) і The Colony (Fire Ant, Soldier Ant і Green Ant) протягом триденного турніру King of Trios 2010. 23 жовтня Кастанолі представляє Братство в «torneo cibernetico», де вони протистояли команді Chikara originals. Він сам себе знищив після того, як вдарив в пах Едді Кінгстона, але його план не спрацював і Кінгстон встиг повернутися на ринг і знищити Турсеро, тим самим вигравши поєдинок. 12 листопада у фіналі дев'ятого сезону, Кастанолі і Арес програли the Campeonatos de Parejas Джігсо і Майку Куакенбушу. 13 березня 2011 Кастанолі і Кінгстон нарешті зійшлися у двобої, в якому з допомогою ланцюга переміг Кастанолі. У травні Кастанолі виступив на шоу «12 Large: Summit to» і став першим Chikara Grand Champion.

### CZW: Вторгнення (2005—2006)
Кастанолі дебютував на арені Ring of Honor 16 липня 2005 на шоу Fate of an Ангел. До кінця року він ворогував з Чемпіоном ROH Найджелом Макгінесом. 17 грудня на Final Battle 2005 МакГіннес переміг Кастанолі в титульному поєдинку, і за умовами змагання Кастанолі не міг бути претендентом на титул, поки МакГіннесс тримав чемпіонство. Далі, в 2006 році, партнер Кастанолі з інших промоушенів Кріс Хіро, разом з іншими реслерами Combat Zone Wrestling вдерлися на арену ROH і почалася ворожнеча. Спочатку, Кастанолі був на боці ROH, але 26 квітня 2006 року, на The 100th Show відвернувся від компанії і об'єднався з Хіро, Супер Драконом і Некро Бутчером на противагу команді ROH (Самоа Джо, Б.Дж. Вайтмер і Адам Пірс). 15 липня 2006, на «Death Before Dishonor 4» команда ROH перемогла Кастанолі, Хіро, Бутчера, Нейта Уебба і Едді Кінгстона в поєдинку Cage of Death і закінчила ф'юд. Оскільки у Кастанолі до вторгнення вже був контракт з ROH, йому дозволили залишитися в компанії, але інша частина команди CZW була звільнена. Кріс Хіро повернувся до компанії під час туру по Об'єднаному Королівству, а 16 вересня він вкрав титули Командних Чемпіонів Світу ROH у чемпіонів Остіна Ейрієса і Родеріка Стронга щоб отримати титульний поєдинок для себе і Кастанолі. Поєдинок пройшов 16 вересня на шоу Glory By Honor V Night 2, де Королі реслінгу стали новими командними чемпіонами. Згодом, 25 листопада на шоу Dethroned Королі реслінгу програли титули Крістоферу Денієлсу і Метту Сайдалу. 23 грудня на Final Battle 2006 Брати Бріско (Джей і Марк) перемогли Кастанолі і Хіро. Після цього Клаудіо відмовився від пропозиції WWE і пообіцяв що залишається з Королями реслінгу. Після цього Кріс Хіро потиснув йому руку а потім розвернувся і залишив Кастанолі, що поклало край Королям реслінгу.

### Претендент на титул Чемпіона Світу (2007—2009)
12 травня 2007 Кастанолі бився на першому ППВ Ring of Honor Respect is Earned, об'єднавшись з Меттом Сайдалом проти Братів Бріско за титули Командних Чемпіонів Світу ROH. Незважаючи на програш Кастанолі був наданий матч-реванш за умовами якого він міг обрати собі будь-якого партнера. Він обрав Кріса Хіро, але команда знову програла Бріско. Кастанолі домігся сольних успіхів у ROH 28 липня 2007, після перемоги в Ring of Honor's Race to the Top Tournament. Він переміг Холлоуікеда, Куакенбуша і Джека Еванса на шляху до фіналу, де він переміг Ель Дженеріко. На Death Before Dishonor V: Night One 10 серпня він бився Такесі Моресіма за титул Чемпіона Світу ROH, але програв. 29 грудня 2007, через рік після того як Хіро покинув Кастанолі, вони зустрілися на ROH Rising Above, в матчі за умовами якого якщо він програє, то повинен приєднатися до Sweet 'n' Sour Inc. Кастанолі виграв поєдинок, але програв Суїнні на Final Battle 2007, коли член Sweet & Sour, Inc. Деніел Падер втрутився в бій. 28 червня 2008 Кастанолі здобув чергову велику перемогу в Ring of Honor. У першій зустрічі з Браяном Денієлсоном він переміг його за допомогою Європейського аперкоту. Далі, 26 липня Кастанолі отримав черговий тайтл-шот на титул Чемпіона Світу ROH проти Найджела Макгіннеса, але програв. З Браяном Денієлсоном і Командним Чемпіоном Світу ROH Тайлером Блеком він брав участь у чотирибічному поєдинку на знищення. Кастанолі програв. Після цього Кастанолі почав називати себе «Дуже Європейським», приєднався до руху Принца Нана в The Embassy і ворогував з Брентом Олбрайтом.

### Florida Championship Wrestling (2011—2012)

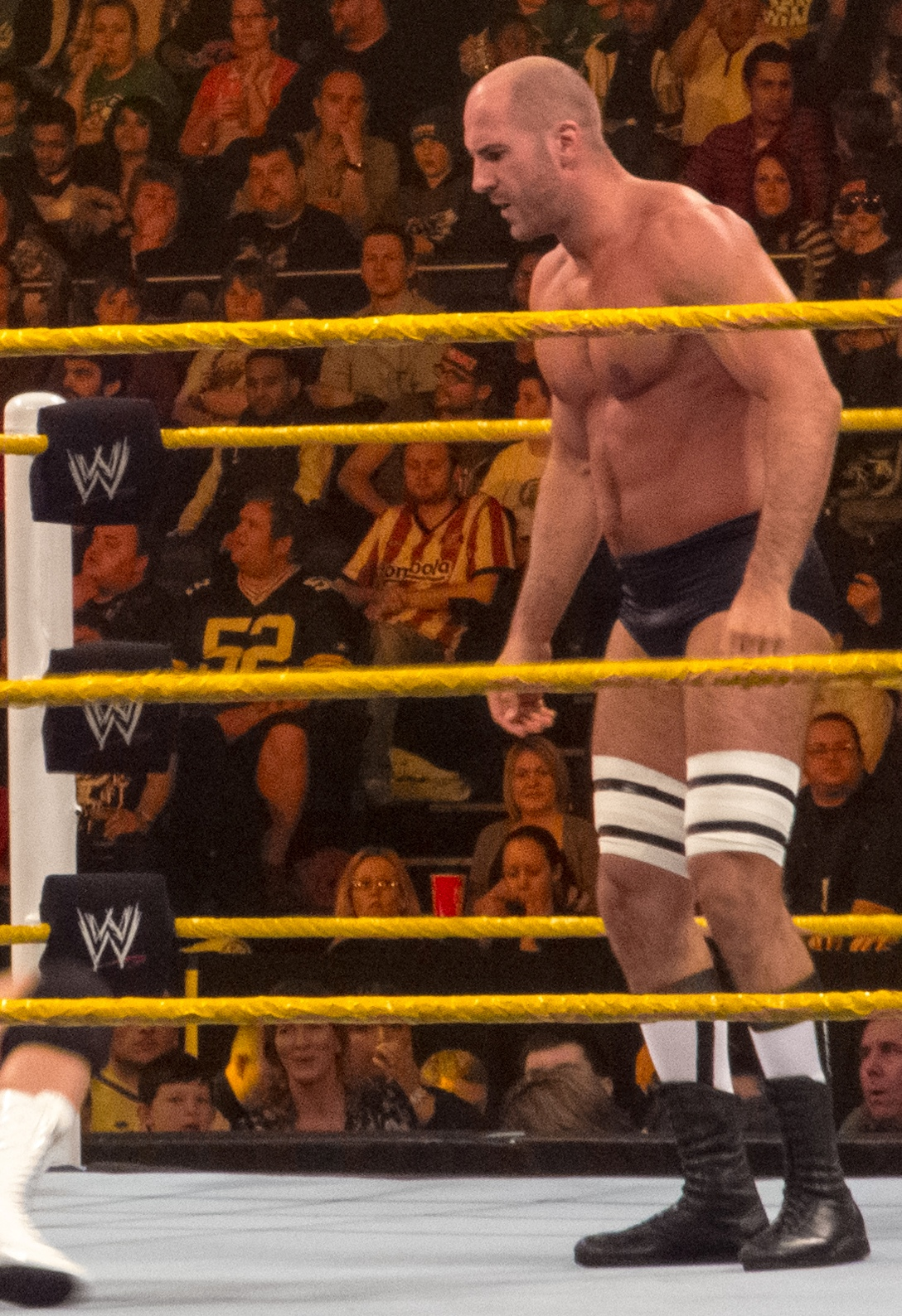
Кастанолі під час темного матчу на арені WWE.

6 вересня 2011 стало відомо, що Кастанолі підписав контракт з WWE і відправляється на підготовчу майданчик FCW під новим ім'ям — Антоніо Сезаро. Він дебютував 17 вересня в матчі проти Сета Ролінса, якому програв. На ТБ він дебютував 24 жовтня і переміг Майка Долтона і Ріккі Бомбе. 6 січня 2012, Сезаро дебютував на домашньому шоу WWE, де в команді з Майклом МакГіллікаті програли Алексу Райлі і Мейсону Райану. Через три дні на WWE Superstars Сезаро програв Райлі в темному поєдинку. У березні 2012 Сезаро почав ворогувати з Річі Стімбоутом за титул Чемпіона FCW. 18 березня їх титульний поєдинок закінчився нічиєю. Сезаро бився в іншому темному поєдинку на записах SmackDown! 17 квітня в Лондоні, Англія, перемігши UK Kid.

### Дебют і титул Чемпіона Сполучених Штатів (2012—2013)

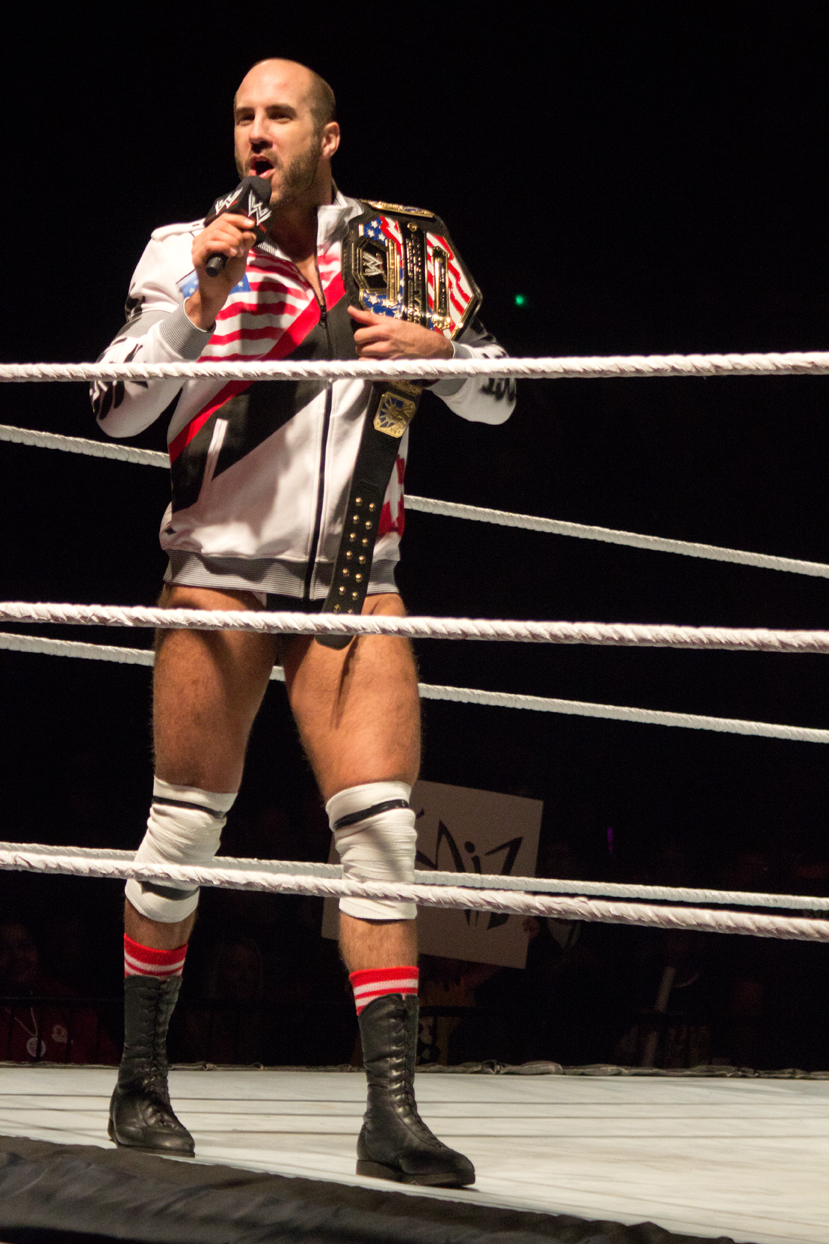
Сезаро як Чемпіон Сполучених Штатів WWE у 2013.

В WWE Сезаро дебютував 20 квітня 2012 року на арені SmackDown, в закулісному сегменті з Аксаной і Теодором Лонгом, який закінчився розмовою з Генеральним Менеджером Джоном Лаурінайтісом про укладення контракту. За сюжетом Сезаро служив в швейцарській міліції, після зробив кар'єру граючи в регбі, яка закінчилася через «надмірну агресію». На наступному тижні він переміг Тайсона Кідда. 3 липня на SmackDown Great American Bash, Сезаро вперше програв у змішаному командному поєдинку з Аксаной проти Великого Калі і Лейли, хоча самого Сезаро не було утримано. 27 липня і 3 серпня на SmackDown, Сезаро двічі переміг у не титульному поєдинку Чемпіона Сполучених Штатів Сантіно Мареллу. Наступного тижня на SmackDown Сезаро вперше програв в одиночному поєдинку Крістіану. 19 серпня на Pre-Show SummerSlam, Сезаро переміг Мареллу і виграв титул Чемпіона Сполучених Штатів — свій перший титул у WWE. Вперше Сезаро захистив титул на ТБ 3 вересня 2012 на Raw, перемігши Мареллу в матчі реванші. На PPV Night of Champions (2012) успішно захистив титул Чемпіона Сполучених Штатів в поєдинку проти Зака Райдера. 15 квітня 2013 Сезаро програв титул чемпіона Сполучених Штатів Кофі Кінгстонe. 1 травня він отримав право на матч-реванш, але Кінгстон знову виявився сильнішим.

### Справжні американці (2013-теперішній час)

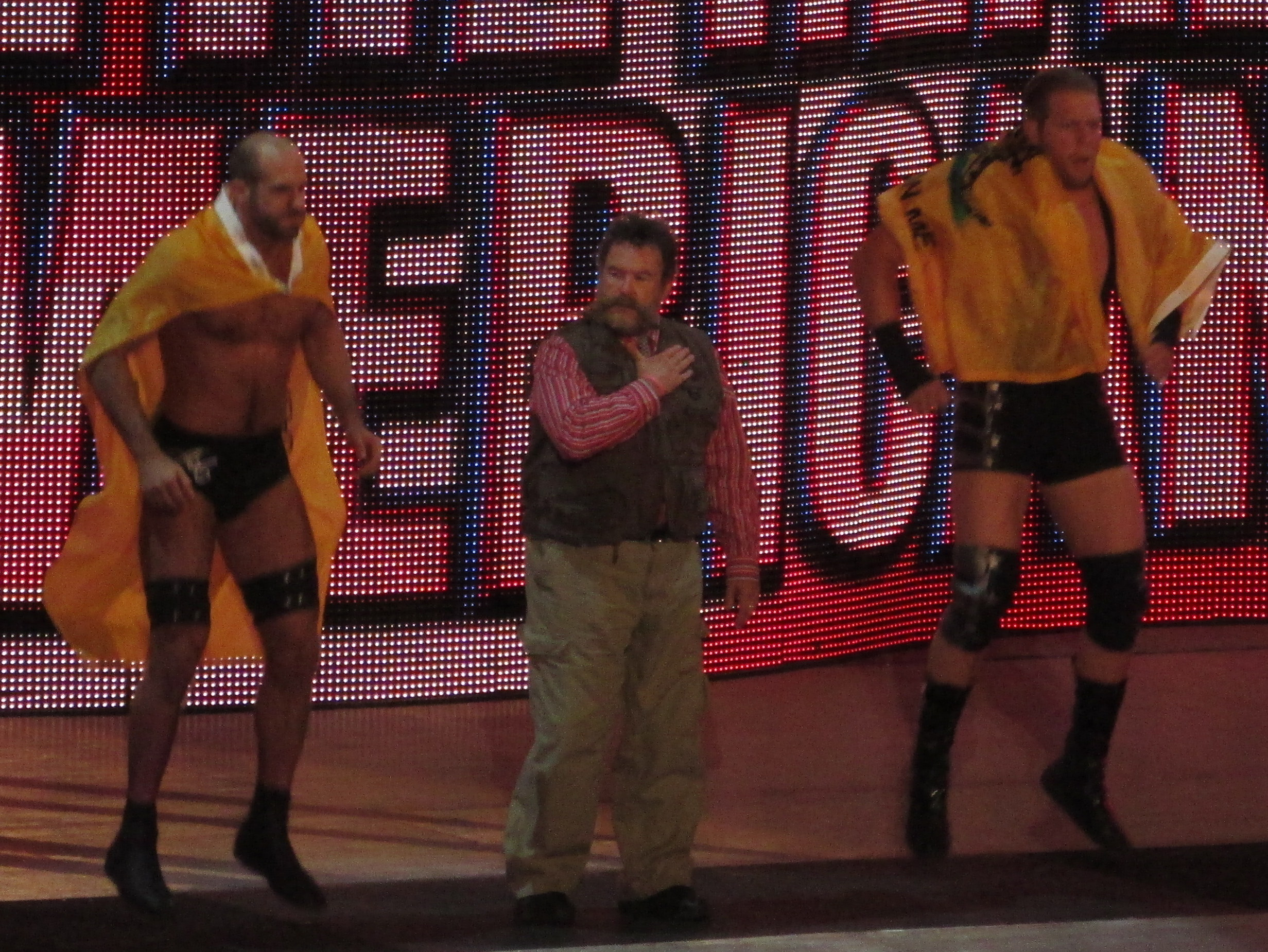
Сезаро, Зеб Кольтер і Джек Сваггер у 2013-му.

Після програшу свого титулу Сезаро став з'являтися на NXT, а згодом почав ворожнечу з Самі Заяном. 22 травня на арені NXT Заян здобув переконливу перемогу над Сезаро у своєму дебютному матчі. Пізніше, Сезаро переміг у матчі-реванші. 17-го червня Сезаро об'єднався з Зебом Кольтером і переміг Вільяма Рігала. Згодом Сезаро почав погоджуватись з Кольтером щодо його поглядів на Америку, викликавши при цьому здивування тому що погляди Кольтера суперечили переконанням Сезаро. 3 липня на NXT, Сезаро безуспішно намагається перемогти Бо Далласа у бою за чемпіонство NXT. 14 липня на Money In The Bank, Сезаро і Свагер намагалися дістати кейс, а спроба була невдала, так як кейс дістався Демієну Сендоу. Наступної ночі, Сваггер і Сезаро об'єднались, і проголосили себе «Справжніми Американцями». 17 липня на NXT Сезаро зазнав поразки від Лео Крюгера у матчі за чемпіонство NXT. 
24 лютого 2022 року по завершеню свого активного контракту Сезаро покинув WWE, закінчив свою 11-річну співпрацю з компанією. 

## В реслінгу
- Фінішери
  - Neutralizer (WWE)

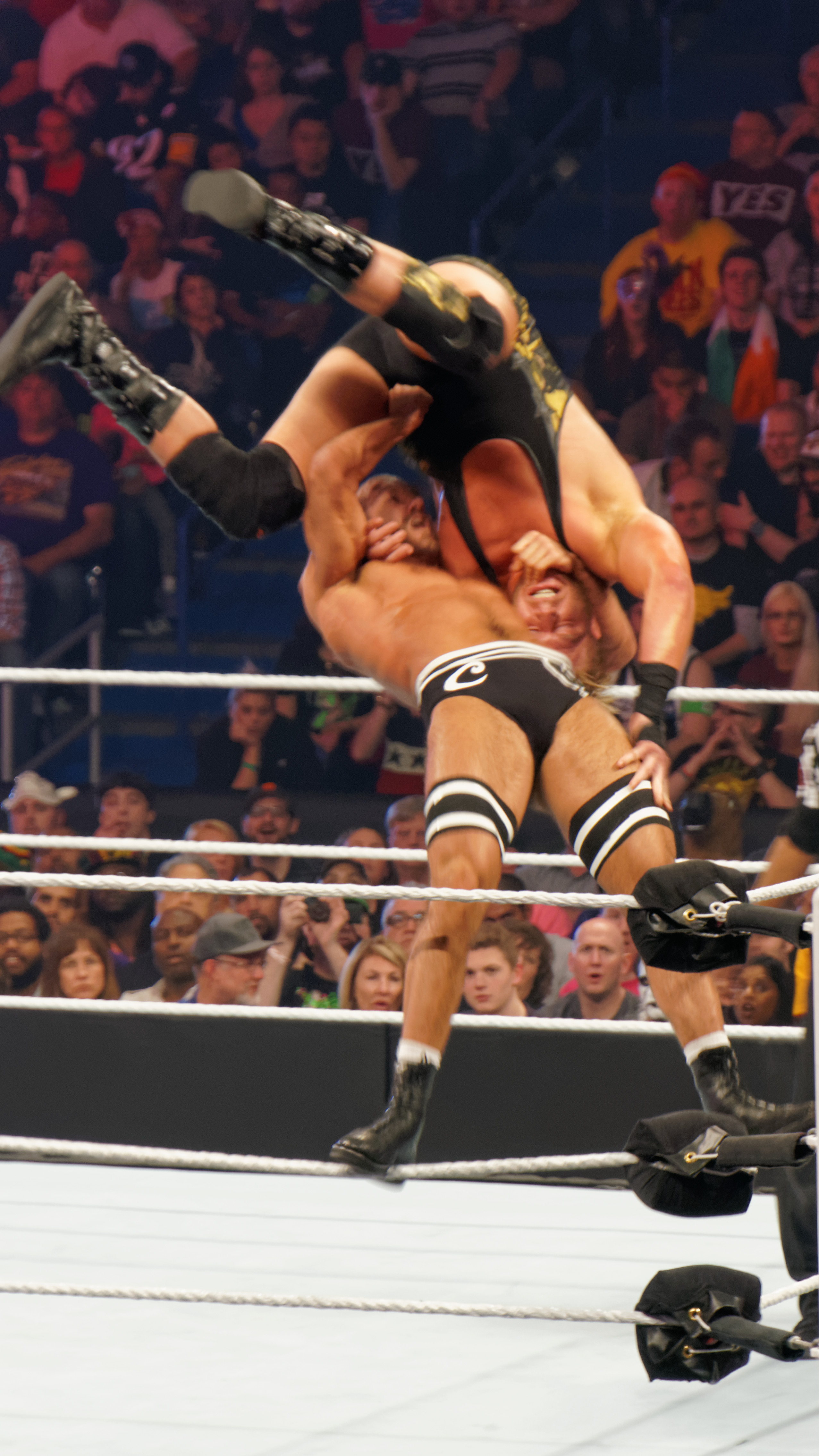
Сезаро викунує суперплекс на Джеку Сваггері.
.

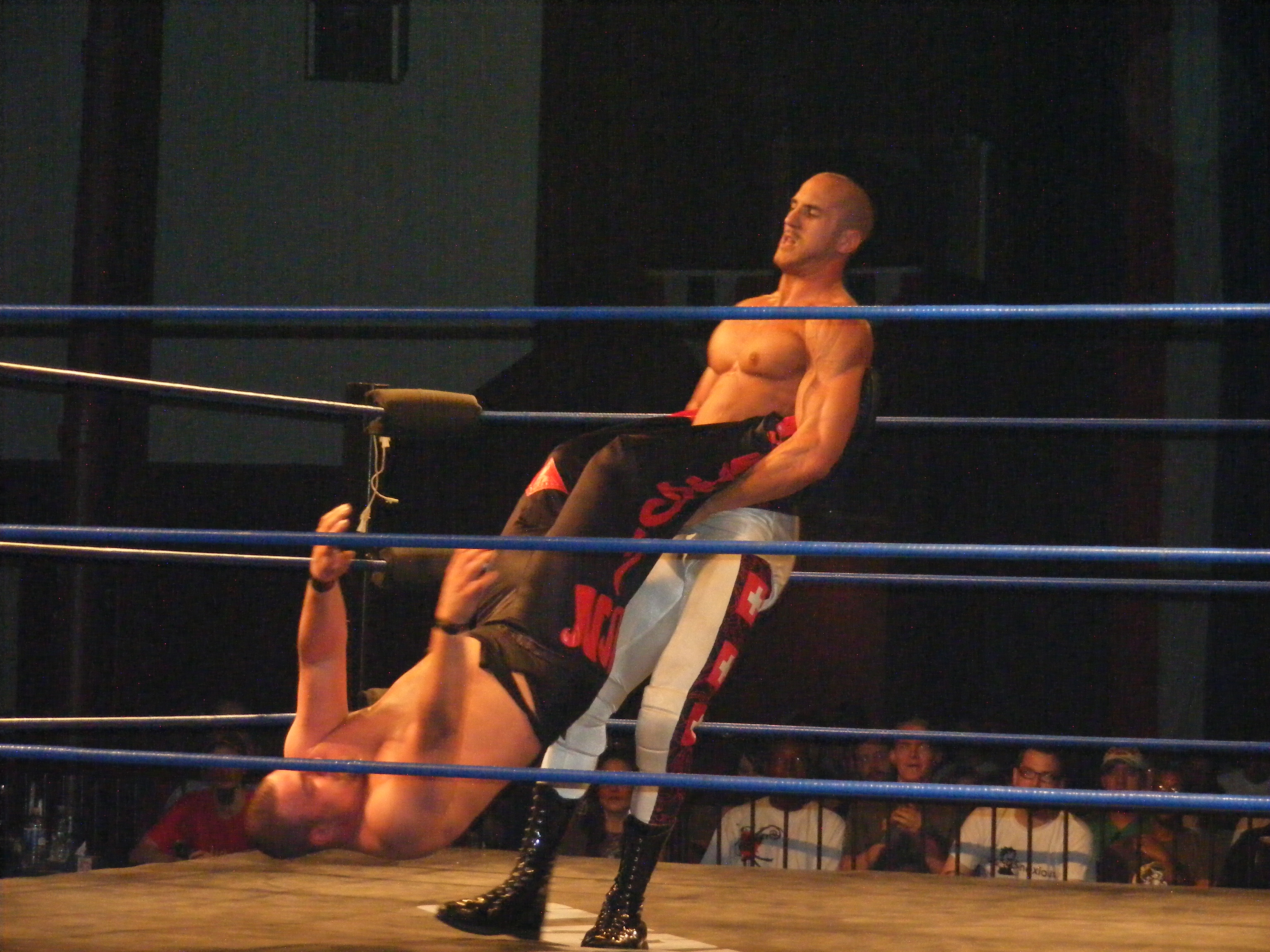
Кастанолі виконує прийом giant swing

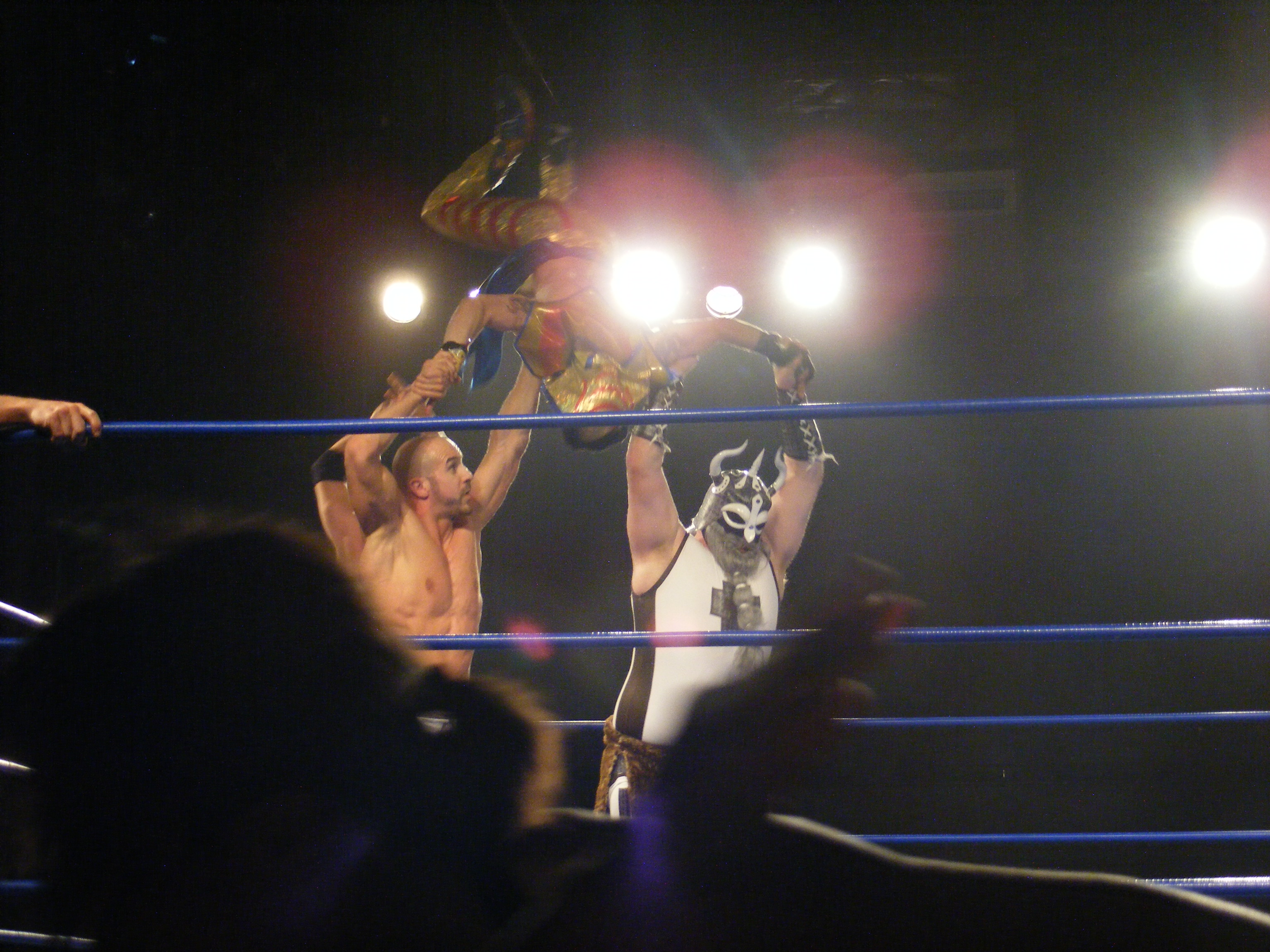
Кастанолі виконує Ragnarok з Турасом.

  - Gotch Style Neutralizer (FCW / NXT)]
  - Very European Uppercut (Pop-up European uppercut)
- Менеджери
  - Джейд Чанг
  - СоКал Вал
  - Принц Нана
  - Шейн Хеґедорн
  - Аксана
  - Зеб Кольтер
  - Джек Сваггер
- Музичні Теми
  - «I've Got to Have It (Instrumental)» від Жермен Дюпрі, виконує Nas і Monica
  - «We Are the Champions» від Queen (Використовував у команді з Крісом Хіро)
  - «1812 Overture» Чайковського
  - «Engel» від німецького гурту Rammstein
  - «KoW (Kings)» by Cody B. Ware, Emilio Sparks and J. Glaze
  - «Im Namen Der Bruderschaft» by Kenny Pickett
  - «Miracle» від Джима Джонсона
  - «Patriot» від Джима Джонсона

## Титули і нагороди
- Chikara

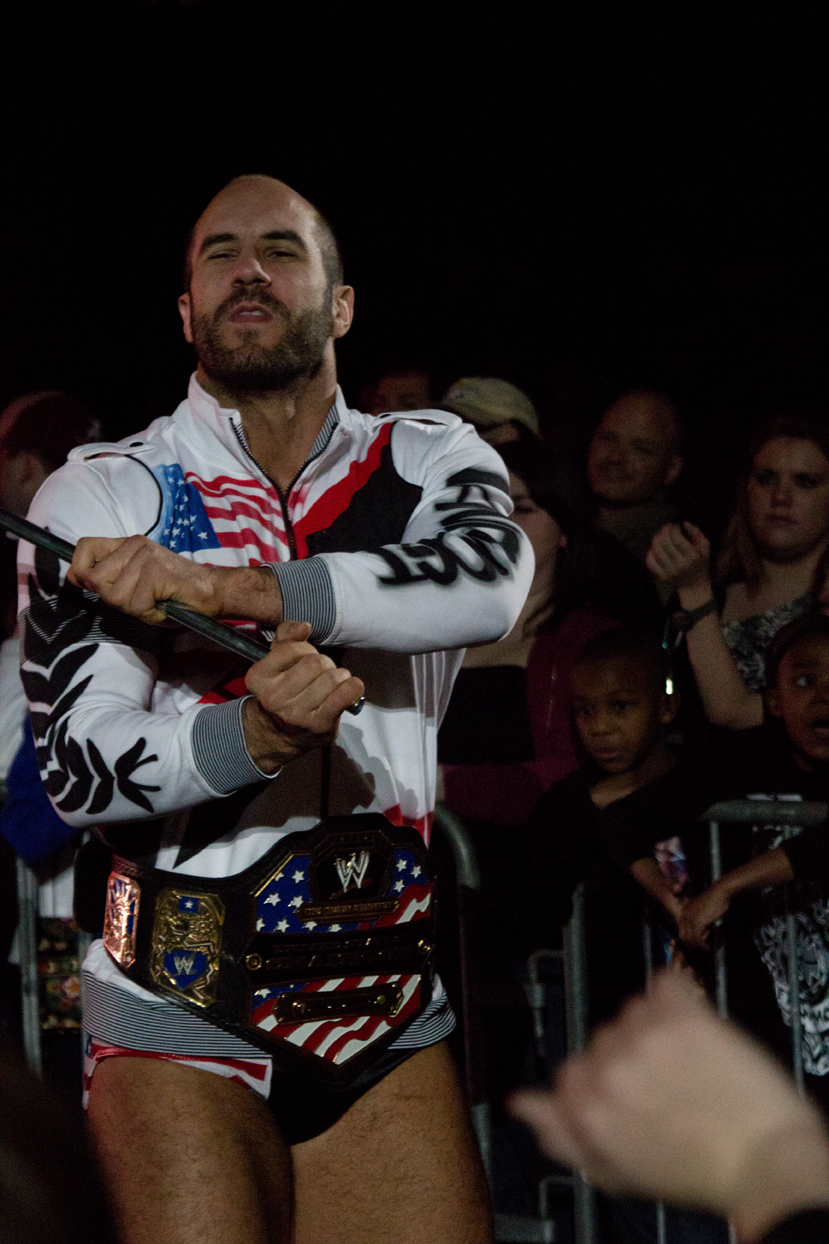
Сезаро як Чемпіон Сполучених Штатів WWE у 2013 році.

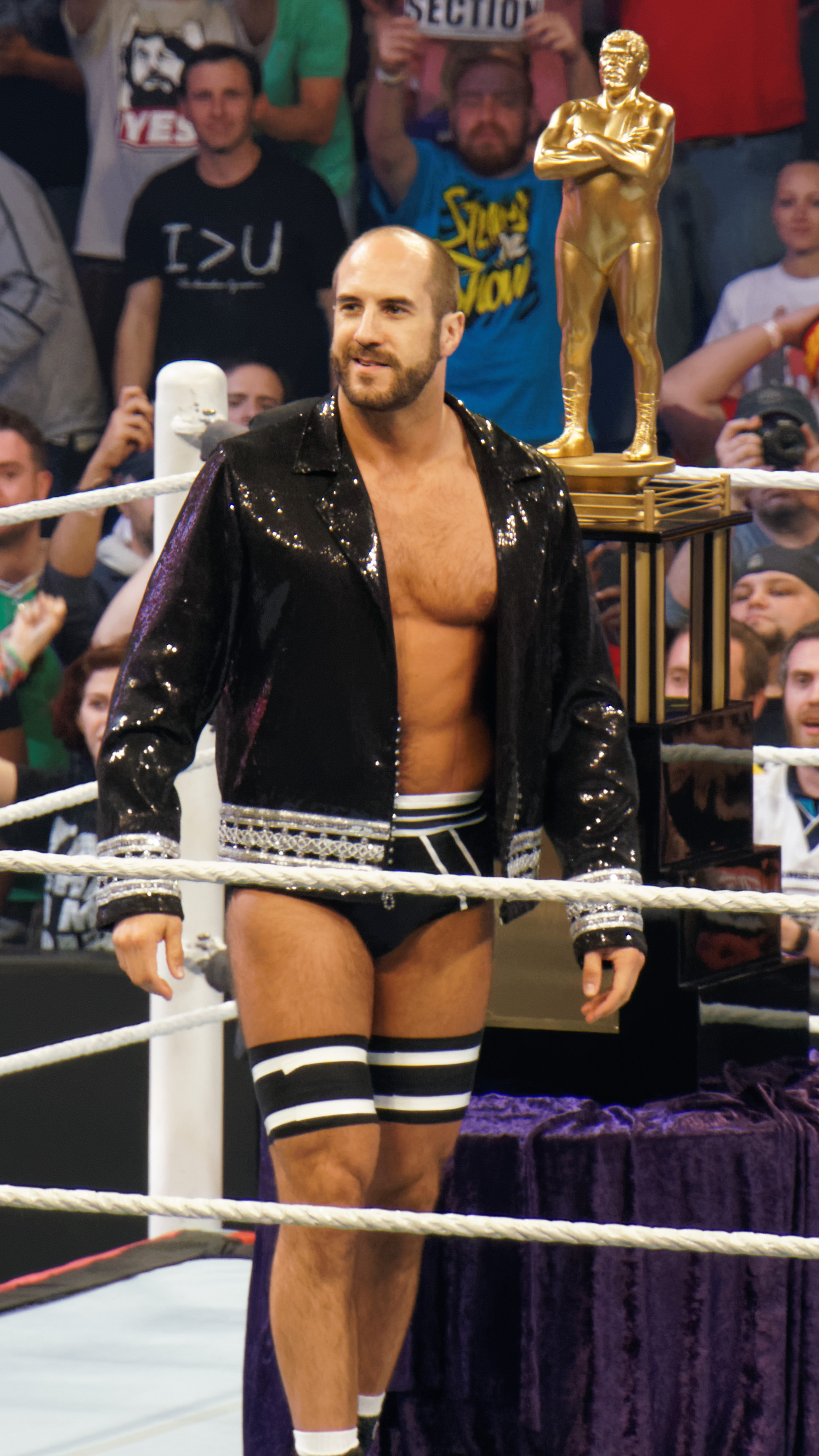
Сезаро з нагородою імені Андре Гіганта.

  - Chikara Campeonatos de Parejas (2 рази) — з Крісом Хіро (1) і Аресом (1)
  - King of Trios (2010) — з Аресом і Турсасом
  - Tag World Grand Prix (2005) — з Аріком Канноном
  - Tag World Grand Prix (2006) — з Крісом Хіро
  - Torneo Cibernético (2007)
- Cleveland All-Pro Wrestling
  - CAPW Unified Heavyweight Championship (1 раз)
- Combat Zone Wrestling
  - CZW World Tag Team Championship (2 рази) — з Крісом Хіро
  - Last Team Standing (2006) — з Крісом Хіро
- German Stampede Wrestling
  - GSW Tag Team Championship (2 рази) — з Аресом
- Juggalo Championship Wrestling
  - JCW Tag Team Championship (1 раз) — з Крісом Хіро
- International Pro Wrestling: United Kingdom
  - IPW: UK Tag Team Championship (1 раз) — з Аресом
- Independent Wrestling Association: Switzerland
  - IWA Switzerland World Heavyweight Championship (1 раз)
- Pro Wrestling Guerrilla
  - PWG World Championship (1 раз)
- Pro Wrestling Illustrated
  - PWI ставить його #13 з топ 500 найкращих реслерів у 2014 році
- Ring of Honor
  - ROH World Tag Team Championship (2 рази) — з Крісом Хіро
  - Race to the Top (2007)
  - Tag Wars (2010) — з Крісом Хіро
- Swiss Wrestling Federation
  - SWF Powerhouse Championship (2 рази)
  - SWF Tag Team Championship (1 раз) — з Аресом
- Westside Xtreme Wrestling
  - wXw World Heavyweight Championship (2 рази)
  - wXw World Tag Team Championship (1 раз) — з Аресом
- WWE
  - Чемпіон Сполучених Штатів WWE (1 раз)
  - Командний чемпіон Raw WWE (2 рази) — з Тайсоном Кіддом (1) і Шеймусом (1)
  - André the Giant Memorial Trophy (WrestleMania XXX)
- Wrestling Observer Newsletter
  - Most Underrated (2013—2014)
  - Tag Team of the Year (2010) with Chris Hero